# シャーマン郡区 (アイオワ州カルフーン郡)
シャーマン郡区 (Sherman Township) は、アメリカ合衆国アイオワ州カルフーン郡にある16の郡区の一つである。2000年の国勢調査で、人口は461人だった。

## 地理
シャーマン郡区は92.2平方キロメートル（35.58平方マイル）で、組み込まれた自治体 (incorporated settlements) はない。アメリカ地質調査所によると、この郡区はLeithとMemorial ParkとSwedishの3つの霊園が含まれる。